# She’s the One (Robbie Williams-dal)
A She’s the One című dal a World Party nevű együttes dala, melyet Karl Wallinger írt, és amely az együttes 1997-es albumán, az Egyptology-n jelent meg. 1999-ben Robbie Williams dolgozta át és dupla A-oldalas kislemezként jelent meg (B-oldalon az It’s Only Us című számmal). Ez a kislemez lett Williams albumának, az I’ve Been Expecting You-nak a negyedik kislemeze. A She’s the One a második No. 1 kislemeze lett Angliában.
A szám videójában az énekes parodisztikus jégtáncosként jelenik meg. A szám világszerte rengeteg díjat gyűjtött be, köztük a Brit Awards Év kislemeze díját valamint a Capitol Radio Legjobb kislemez nevű elismerését.

## Siker
A dal Williams második No. 1 kislemeze lett az Egyesült Királyságban. 400 000 eladott példánnyal a BPI aranylemeznek minősítette. A dalnak az új-zélandi lista első három helyezettje közé is sikerült bekerülnie.

## Videóklip
| #        | Kiadó cég   | Ország | Formátum    | Megjelent        | Produkciós cég | Rendező   | Producer    | Kiadó       |
| -------- | ----------- | ------ | ----------- | ---------------- | -------------- | --------- | ----------- | ----------- |
| 1 verzió | EMI Records | UK     | zenei videó | 1999. szeptember | Oil Factory    | Dom & Nic | John Madsen | Struan Clay |

## Különböző kiadások és számlista
UK CD1
(Megjelent: 1999. november 8.)
1. "She’s The One" – 4:18
2. "It’s Only Us" – 2:50
3. "Millennium" (koncertfelvétel a Slane Castle-ban) – 4:40
4. "She’s The One" Enhanced Video

UK CD2
(Megjelent: 1999. november 8.)
1. "It's Only Us" – 2:50
2. "She’s The One" – 4:18
3. "Coke & Tears" – 4:24
4. "It’s Only Us" Enhanced Video

Európai Maxi CD
(Megjelent: 1999. november 8.)
1. "She’s The One"- 4:18
2. "It’s Only Us" – 2:50
3. "Millennium" (koncertfelvétel) – 4:40
4. "Coke & Tears" – 4:24
5. "She’s The One" Enhanced Video
6. "It’s Only Us" Enhanced Video

## Minősítések és eladás
| Ország             | Minősítés | Eladás   |
| ------------------ | --------- | -------- |
| Egyesült Királyság | Arany     | 400,000+ |

## Toplistás helyezések
| Toplista (1999)                  | Csúcs pozíció |
| -------------------------------- | ------------- |
| Anglia kislemez listája          | 1             |
| Új-Zéland kislemez listája       | 3             |
| Olaszország kislemez listája     | 6             |
| Finnország kislemez listája      | 13            |
| Lettország kislemez listája      | 14            |
| Ausztria kislemez listája        | 16            |
| Svájc kislemez listája           | 20            |
| Belgium (vallon) kislemez lista  | 21            |
| Németország kislemez listája     | 30            |
| Hollandia kislemez listája       | 33            |
| Belgium (flamand) kislemez lista | 40            |
| Svédország kislemez listája      | 42            |
| Franciaország kislemez listája   | 74            |

## Külső hivatkozások
- A She’s the One videóklipje